# Regina—Lake Centre
Pour les articles homonymes, voir Régina (homonymie).
Regina—Lake Centre fut une circonscription électorale fédérale de la Saskatchewan, représentée de 1968 à 1979.
La circonscription de Regina—Lake Centre a été créée en 1966 avec des parties de Humboldt—Melfort, Moose Jaw—Lake Centre, Qu'Appelle, Regina City, Rosetown—Biggar, Rosthern et Yorkton. Abolie en 1976, elle fut redistribuée parmi Humboldt—Lake Centre, Moose Jaw et Regina-Ouest.

## Géographie
En 1966, la circonscription de Regina—Lake Centre comprenait:
- Une partie de la ville de Regina, à l'ouest de la rue Albert
- Le lac Buffalo Pound Lake
- La rivière Qu'Appelle

## Député
1. 1968-1979 — Les Benjamin, NPD

- NPD = Nouveau Parti démocratique